# Szennedzsem

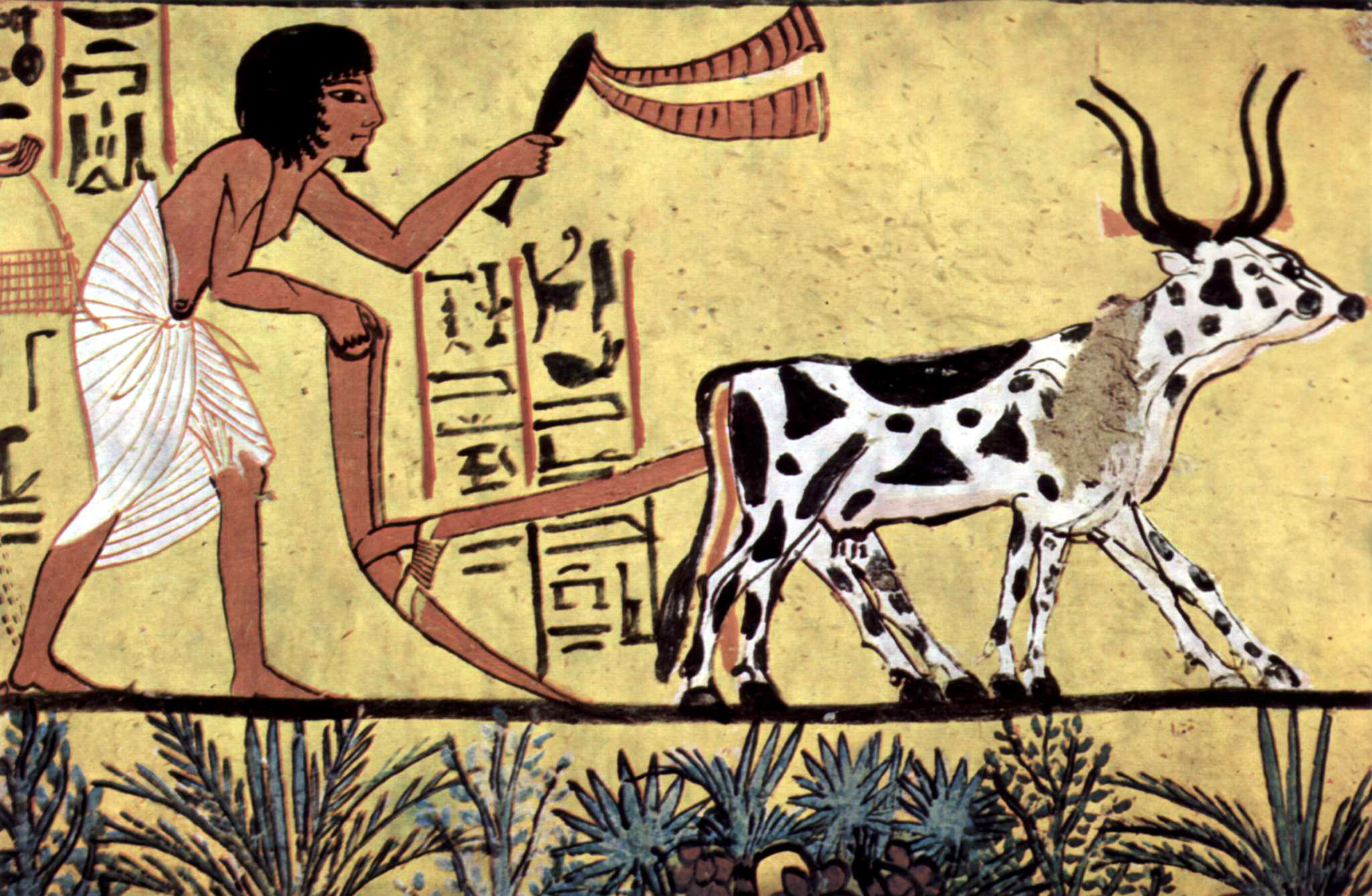
Jelenet a sírból

Szennedzsem ókori egyiptomi kézműves volt a XIX. dinasztia idején, I. Széthi és II. Ramszesz uralkodása alatt; a Királyok völgye sírjain dolgozó munkások közé tartozott. Deir el-Medinában élt, a kézművesek településén, a Nílus nyugati partján, Thébával szemben.
Sírja a TT1, ahová feleségével, Iynofertivel és más családtagokkal, köztük fiával, Honszuval és menyével, Tamekettel együtt temették. Sírjában Szennedzsem az Igazság helyének szolgálója címet viseli, mely a királysírokon dolgozó kézművesek címe („az Igazság helye”, egyiptomi nyelven Szet Maat a mai Deir el-Medina korabeli neve). Sírját 1886. január 31-én fedezte fel Gaston Maspero, benne megtalálták az általa életében használt bútorokat, köztük egy zsámolyt és egy ágyat. Fia volt Habehnet, a közeli TT2 sír tulajdonosa, akit Szennedzsem apjáról neveztek el. Összesen tíz gyermeke ismert, négy fiú és hat lány: Habehnet, Bunahtef, Rahotep, Honszu, Irunefer, Taas-szen, Hotepu, Ramesszu, Anhotep és Ranehu.
A sír másolata a Nürnbergi Kommunikációs Múzeumban látható.

## Fordítás
- Ez a szócikk részben vagy egészben  a   Sennedjem című angol Wikipédia-szócikk ezen változatának fordításán alapul.  Az eredeti cikk szerkesztőit annak laptörténete sorolja fel. Ez a jelzés csupán a megfogalmazás eredetét és a szerzői jogokat jelzi, nem szolgál a cikkben szereplő információk forrásmegjelöléseként.
- Ez a szócikk részben vagy egészben  a   Sennedjem című német Wikipédia-szócikk ezen változatának fordításán alapul.  Az eredeti cikk szerkesztőit annak laptörténete sorolja fel. Ez a jelzés csupán a megfogalmazás eredetét és a szerzői jogokat jelzi, nem szolgál a cikkben szereplő információk forrásmegjelöléseként.